# قره‌قانلو (راز و جرگلان)
قره‌قانلو (بجنورد)، روستایی از توابع بخش  جرگلان شهرستان راز و جرگلاندر استان خراسان شمالی ایران است.

## جمعیت
این روستا در دهستان جرگلان قرار دارد و براساس سرشماری مرکز آمار ایران در سال ۱۳۸۵، جمعیت آن ۴۱۷ نفر (۹۵خانوار) بوده‌است.

## زبان
مردم این روستا کرد هستند و به زبان کردی صحبت می کنند.
این روستا شمالی ترین روستای کردنشین استان خراسان شمالیست که یک روستای محصور در میان روستا های ترکمن نشین است.